# 哈通奧戈蓬塔山
9°47′56″S 76°32′40″W / 9.79889°S 76.54444°W
哈通奧戈蓬塔山（Hatun Uqhu Punta），是秘魯的山峰，位於該國中部瓦努科大區，由亞羅維爾卡省的查維尼略區負責管轄，屬於安地斯山脈的一部分，海拔高度4,200米。